# Kurier Szczeciński

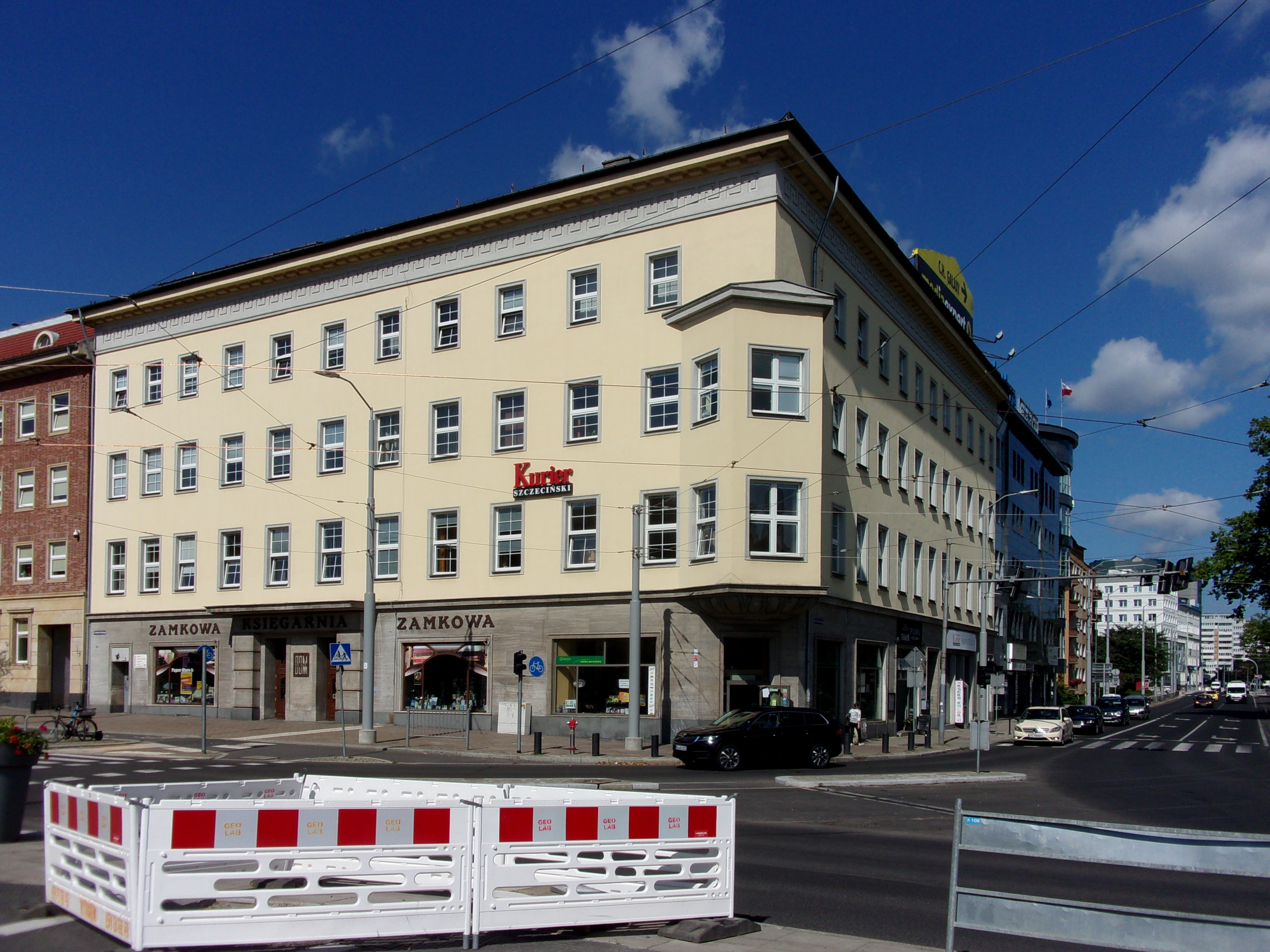
Siedziba redakcji od 1945 do 2024, pl. Hołdu Pruskiego 8 (2021)

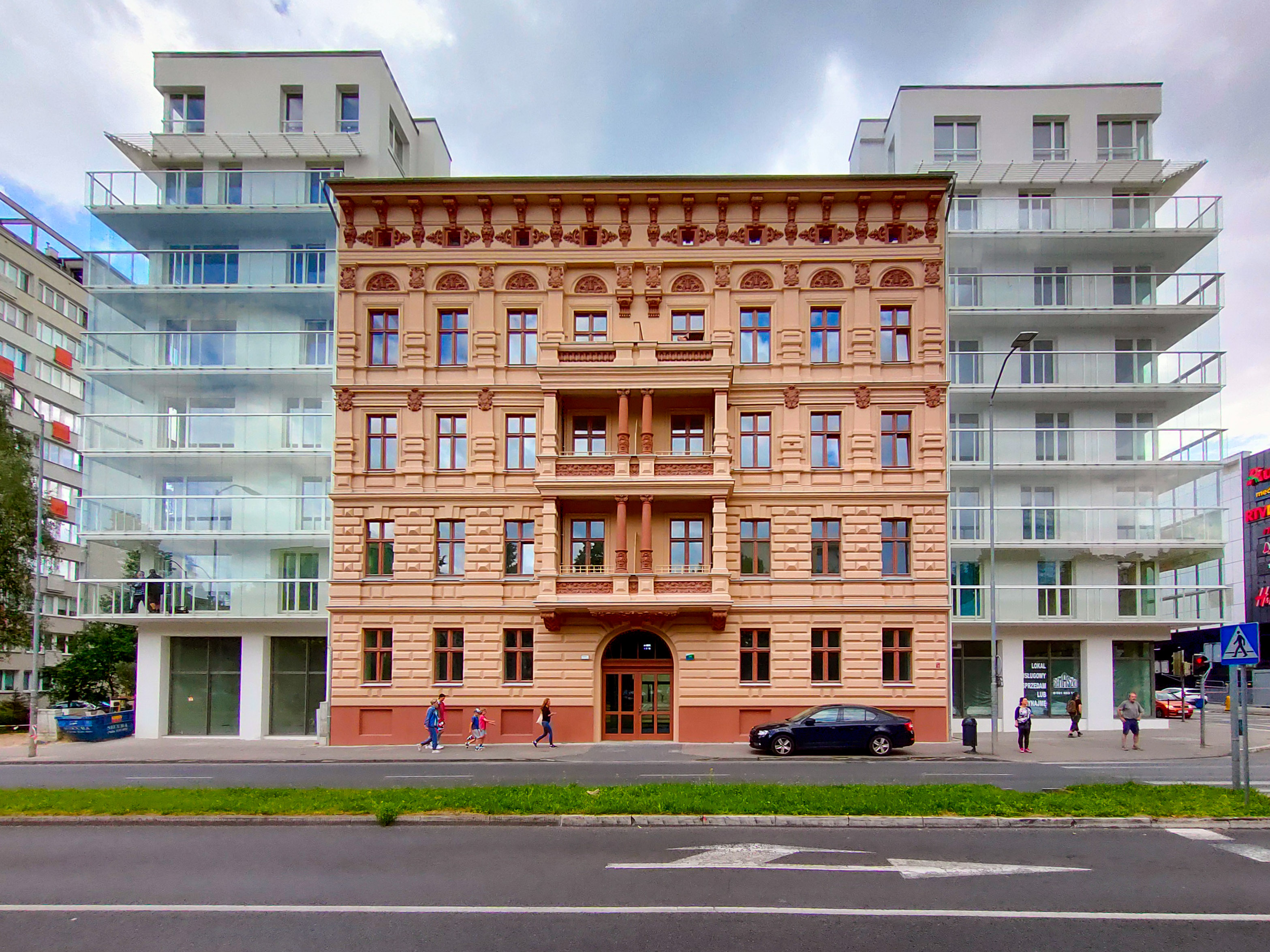
Siedziba redakcji od 2024, ul. Malczewskiego 34 (2023)

Kurier Szczeciński – dziennik społeczno-polityczny wydawany od 7 października 1945 roku w Szczecinie, najstarszy dziennik ukazujący się w województwie zachodniopomorskim.

## Historia
Pierwszy numer „Kuriera Szczecińskiego” ukazał się z datą 7–8 października 1945 r. z adnotacją sobota–niedziela. Nakład numeru wynosił 3 tys. egzemplarzy, objętość 4 strony. Cena 2 zł. Pierwszy zespół „Kuriera Szczecińskiego” tworzyli dziennikarze przybyli do Szczecina z Poznania. Gazeta została skierowana do dystrybucji w dniu 7 października.
W pierwszych powojennych latach gazeta zawierała serwis informacji z kraju i ze świata oraz informacje ze Szczecina i regionu. Artykuły o procesie zasiedlania przez Polaków Pomorza Zachodniego i integracji tego regionu z krajem.
W gazecie z tamtego okresu (wydania w formie cyfrowej dostępne w Książnicy Pomorskiej) publikowano utwory szczecińskich twórców, humor, satyrę, powieści w odcinkach, tematykę sportową, turystyczną i krajoznawczą.
Gazeta zawierała stałe rubryki: m.in. „Opowieści szczecińskich ulic”, „Karty miejskiego albumu”, „Ścieżkami dawnego Szczecina”. W 1946 r. pojawiły się w dzienniku pierwsze dodatki – „Dodatek Ilustrowany”, „Marchołt”, „Dodatek Niedzielny”.
„Kurier” powstał jako gazeta poranna i był nią do końca lat 50., kiedy został przekształcony w popołudniówkę (maj 1960 r.). Od 1 kwietnia 1994 r. na powrót ukazuje się jako gazeta poranna.
Po reformie administracyjnej kraju w 1999 r. i utworzeniu 16 województw, „Kurier” objął swym zasięgiem całe województwo zachodniopomorskie. Poza dawnym woj. szczecińskim zaczął się ukazywać w powiatach: myśliborskim, choszczeńskim, wałeckim oraz byłym województwie koszalińskim. Powstały oddziały redakcji w Świnoujściu, Stargardzie, Koszalinie i Kołobrzegu. W każdym powiecie dziennik miał swojego korespondenta. Od stycznia 2000 roku gazeta ukazywała się w czterech mutacjach. Wydanie zerowe obejmowało Szczecin oraz powiat policki; mutacja „1” – powiaty północnej części b. woj. szczecińskiego, od Świnoujścia po Goleniów; mutacja „2” – powiaty południowe od Stargardu po Myślibórz; mutacja „3” – byłe woj. koszalińskie oraz powiat wałecki i sławieński.
Pierwsze wydanie gazety ukazało się w nakładzie 3 tys. egzemplarzy. W latach następnych nakład systematycznie wzrastał. W latach 60. wynosił ok. 60 tys. egzemplarzy; w połowie lat 90. ok. 80 tys. egzemplarzy. W latach 1999–2003, drukowano w dni powszednie ponad 35 tys. egzemplarzy. Nakład weekendowego wydania gazety wynosił 110 tys. egzemplarzy. Zwroty, według danych Związku Kontroli i Dystrybucji Prasy wynosiły ok. 20 proc. Spadki sprzedaży notowane przez cały segment prasy drukowanej nie ominęły również „Kuriera” i zaczęły być obserwowane po 2004 r. Z czasem pociągnęło to za sobą duże zmiany w gazecie, m.in. wymusiło likwidację mutacji. Gazeta jest członkiem Związku Kontroli i Dystrybucji Prasy i za pośrednictwem związku dostępne są dane o wysokości jej sprzedaży.

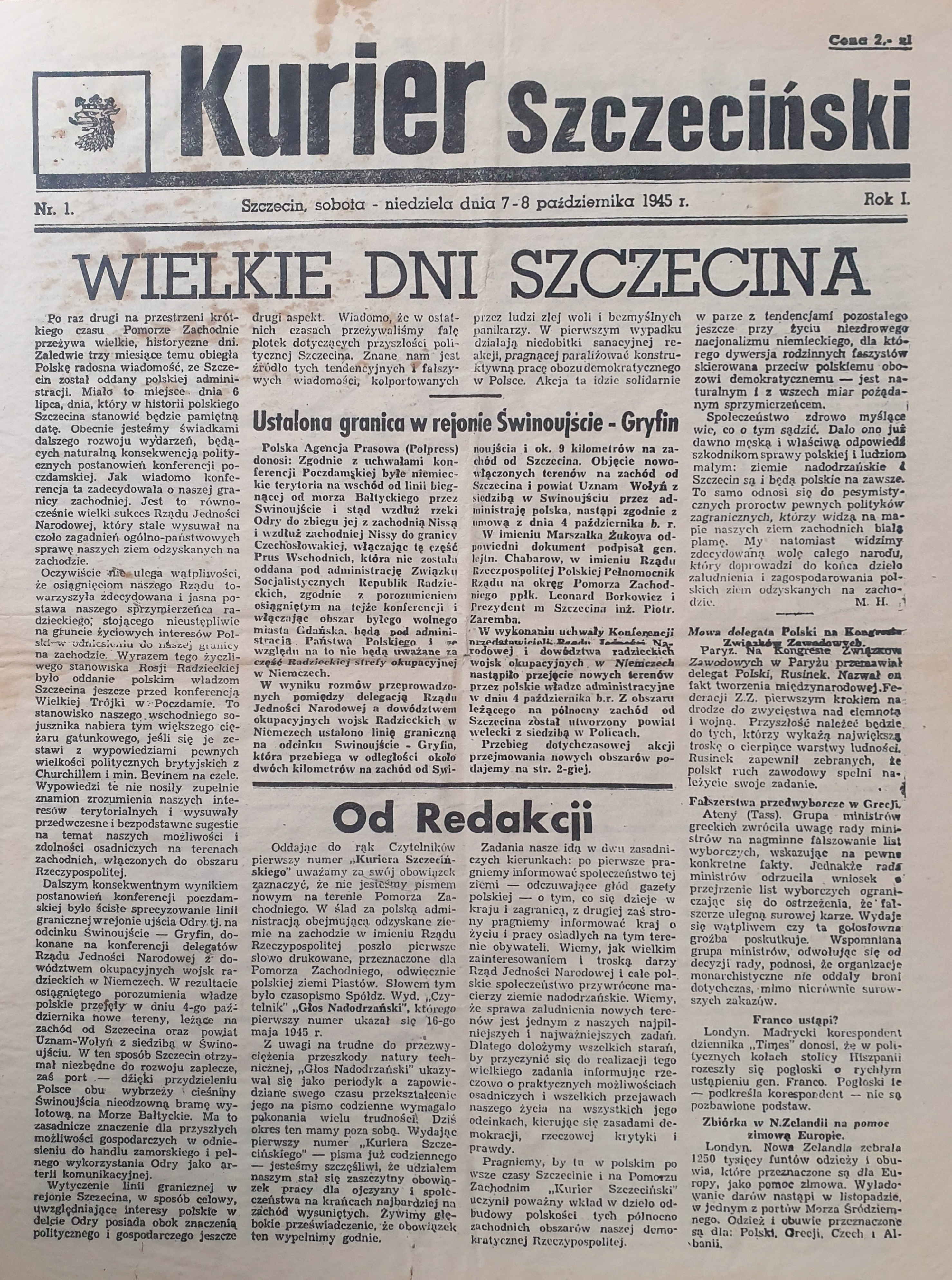
Pierwszy numer „Kuriera Szczecińskiego” ukazał się z datą 7–8 października 1945 r. z adnotacją sobota–niedziela. Nakład pierwszego numeru wynosił 3 tys. egzemplarzy, objętość – 4 strony. Cena 2 zł.

W 1997 r. wydawnictwo uruchomiło internetowe wydanie gazety. Obecnie portal 24kurier.pl stanowi skorelowane z gazetą źródło informacji. Miesięczna liczba odsłon dochodzi do 1,5 mln.
Pełne wydanie „Kuriera Szczecińskiego” ukazuje się także w wersji cyfrowej oraz jako PDF. Obie wersje są dostępne odpłatnie.

## Konkursy, plebiscyty, akcje
„Kurier Szczeciński” był organizatorem wielu akcji społecznych, konkursów i plebiscytów. M.in. konkurs na nazwy ulic, mostów, lasków – „Szukamy Najpiękniejszych Nazw”; przegląd zespołów muzycznych Szczecina – „Szczecińska wiosna orkiestr”; plebiscyt na najpiękniejszy i najbardziej funkcjonalny budynek mieszkalny, organizowany wspólnie ze Szczecińskim Oddziałem Stowarzyszenia Architektów Polskich; pomoc dzieciom, którymi opiekuje się Polski Komitet Pomocy Społecznej – „Mały podarek – dużo radości”, konkurs dla szkół „Od wakacji – do wakacji”.
Wiele konkursów i plebiscytów, zapoczątkowanych przed dziesiątkami lat jest wciąż organizowana (stan na 2020 r.)
- Bursztynowy Pierścień – plebiscyt na najlepszego aktora i najlepszy spektakl teatralny w sezonie
- Plebiscyt na Najlepszego Sportowca i Trenera Województwa Zachodniopomorskiego
- Konkurs „Cały Szczecin w kwiatach”
- „Szkolny Pulitzer” – konkurs dla uczniów tworzących gazetki szkolne
- „Krokusowa rewolucja”
- Nagroda Literacka dla Autorki „Gryfia”

W 1999 r. „Kurier” nawiązał trwającą dekadą współpracę z niemieckim dziennikiem „Nordkurier” (Meklemburgia Pomorze-Przednie). Współpraca sprzyjała wzbogaceniu dziennika o liczne publikacje poświęcone problematyce pogranicza i stosunkom polsko-niemieckim, zaowocowała dodatkami ukazującymi się w obu gazetach – „Przez Granice”, „Jan Kurier”. Oba dzienniki inicjowały ustanowienie Polsko-Niemieckiej Nagrody „Pomerania Nostra” w 2003 r., przyznawanej raz na dwa lata.
„Kurier Szczeciński” patronuje imprezom kulturalnym i akcjom społecznym organizowanym w Szczecinie i województwie.

## Wydawcy
Pierwszym wydawcą gazety była Spółdzielnia Wydawnicza „Czytelnik”. Od 1951 r. wydawanie dziennika przejęła Robotnicza Spółdzielnia Wydawnicza „Prasa”, a w 1973 r. RSW „Prasa-Książka-Ruch”. Po likwidacji RSW w 1990 r. tytuł przekazano Szczecińskiej Spółdzielni Wydawniczej „Kurier Press”. Członkami spółdzielni zostali pracownicy „Kuriera Szczecińskiego”. Pod koniec lat 90. spółdzielnia została postawiona w stan likwidacji i na jej bazie powstała Spółka z o.o. „Kurier Szczeciński”, która rozpoczęła działalność z dniem 1 stycznia 2000 roku. Udziałowcami spółki (właścicielami „Kuriera Szczecińskiego”) zostały wszystkie osoby, które w momencie przekształcenia były członkami spółdzielni. Spółka odrzuciła oferty przejęcia złożone przez międzynarodowe koncerny prasowe, które zakupiły większość tytułów prasy regionalnej w Polsce „Kurier” przez wiele lat był jednym z czterech tytułów prasy regionalnej w kraju, który zachował niezależność.

## Redaktorzy naczelni
- Mieczysław Halski[18] (1945–1948)
- Jerzy Jacyna (1949)
- Wojciech Knittel (1949–1950)
- Wincenty Kraśko (1950–1951)
- Bolesław Rajkowski (1951–1962)
- Jan Babiński (1963–1964)
- Zdzisław Czapliński (1965–1974)
- Ireneusz Jelonek (1974–1990)
- Marek Szymczyk (1990)
- Anna Więckowska-Machaj (1990–1996)
- Maria Grochowska (1996–1998)
- Andrzej Łapkiewicz (1998–2008)
- Artur Daniel Liskowacki (2008–2010)
- Tomasz Kowalczyk (2010–2020)
- Roman Ciepliński (od 2020)[19][20]

## Odznaczenia
- 1975 – Medal XXX-lecia „Gryf Pomorski” przyznany z okazji trzydziestolecia istnienia dziennika
- 1986 – Krzyż Komandorski Orderu Odrodzenia Polski
- 2005 – Złota Odznaka Honorowa „Gryf Zachodniopomorski” przyznana z okazji pięćdziesięciolecia istnienia dziennika
- 2015 – Odznaka Honorowa za Zasługi dla Rozwoju Gospodarki Rzeczypospolitej[21]